# Dödnätsstart
Dödnätsstart innebär att starta elnät från helt strömlöst tillstånd. Det kräver oftast batterier för att få igång någon produktion. Ett första steg kan vara ett dieselaggregat för att kunna strömförsörja ett kraftverk. Dessutom behövs det spännings- och frekvensreglering för att kunna driva nätet i ödrift.